# Улрих III (Пфанберг)
Улрих III фон Пфанберг (на немски: Ulrich III, Graf von Pfannberg; † пр. 1255/1257) е граф на Пфанберг при Фронлайтен в Щирия.

## Произход и смърт
Той е син на 1. граф Улрих II фон Пфанберг († 1249) и съпругата му (* 1191), дъщеря на граф Ото I фон Лебенау и втората му съпруга София фон Плайн, дъщеря на граф Луитполд фон Плайн. Брат е на граф Зигфрид († сл. 1257/1260), Бернхард († 1271), Хайнрих († 1282), и вероятно на Йохан фон Енстал († 1281), епископ на Кимзе (1274 – 1279), епископ на Гурк (1279 – 1281), и Герхард фон Енстал († 1284), епископ на Лавант (1275 – 1284).
Улрих III фон Пфанберг умира неженен пр. 1255/1257 г.